# Campo di concentramento di Stara Gradiška

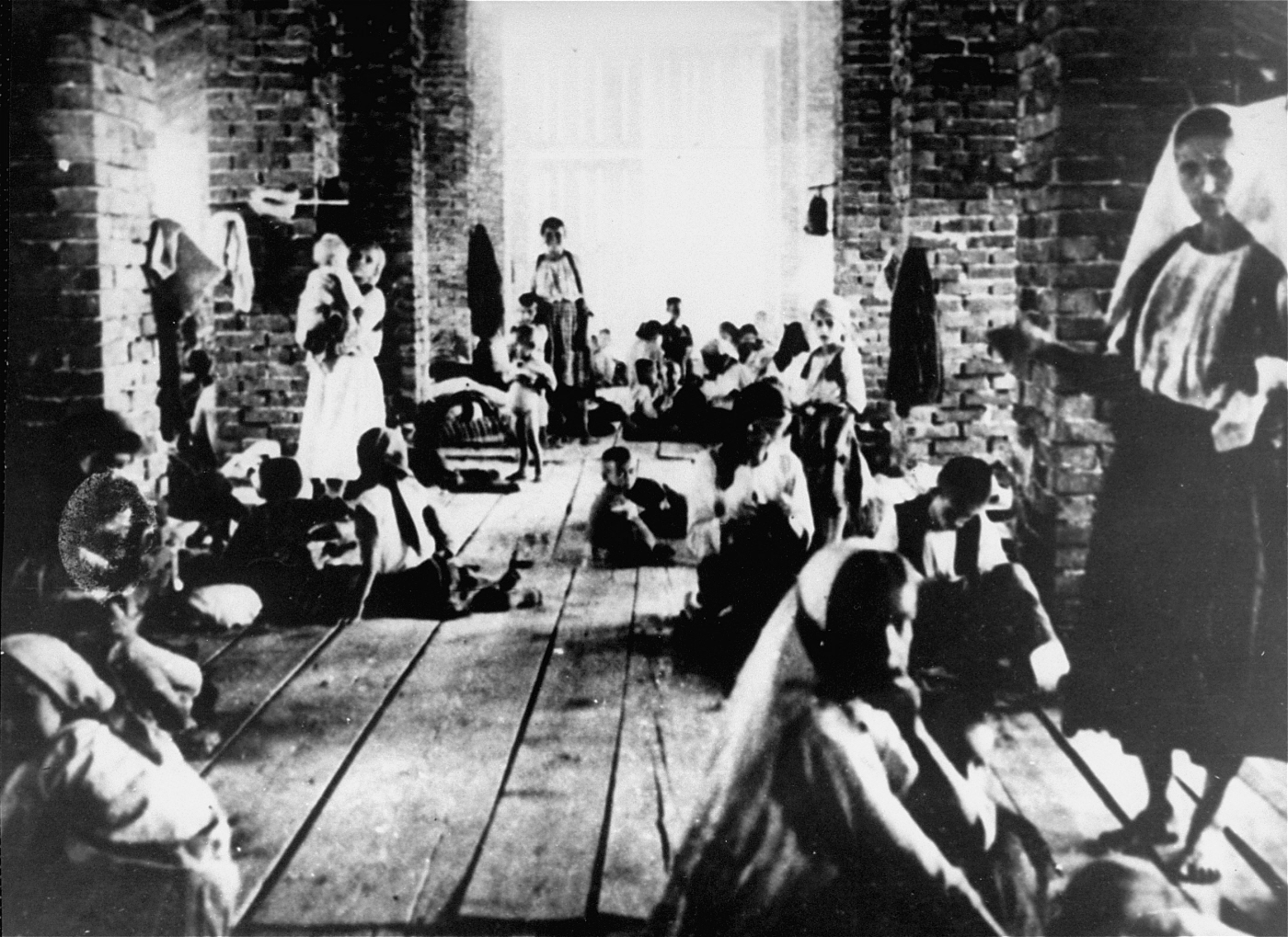
Bambini con le loro madri imprigionati nell'edificio centrale del campo.

Il campo di concentramento di Stara Gradiška (Jasenovac V) fu un sotto-campo del campo di concentramento di Jasenovac, il principale campo di concentramento costruito nei Balcani durante la seconda guerra mondiale, creato dallo Stato Indipendente di Croazia, retto da Ante Pavelić, alleato delle potenze dell'Asse.
Il sotto-campo di Stara Gradiška, attivo sin dall'estate 1941 come prigione per politici, fu convertito in campo di concentramento per donne e bambini dall'inverno 1942 all'aprile 1945. È  tristemente famoso per le brutali condizioni cui furono condannati i prigionieri. Vi trovarono la morte  serbi, ebrei e zingari. Il numero delle vittime è 13.000, per la maggior parte bambini serbi.
Nonostante l'assassinio sistematico e le oltre 300.000 vittime complessive, i crimini contro i serbi durante la seconda guerra mondiale non sono ufficialmente classificati come genocidio, il che è tuttora motivo di indignazione e controversia da parte serba.